# Brigitte Lastradeová
Brigitte Lastradeová (* 31. května 1972 Montréal) je bývalá kanadská zápasnice-judistka.

## Sportovní kariéra
Vrcholově se připravovala v Montréalu pod vedením Raymonda Damblanta. V kanadské ženské reprezentaci se pohybovala od roku 1990 v superlehké váze do 48 kg. V roce 1992 se kvalifikovala na olympijské hry v Sydney, kde v úvodním kole nestačila na Britku Karen Briggsovou. Od roku 1993 několik let hledala váhu, ve které by se v kanadské reprezentaci prosadila. Po roce 1997 se se stala reprezentační jedničkou v lehké váze do 57 kg. V roce 2000 však na kanadském mistrovství prohrála nominaci na olympijské hry v Sydney s Michelle Buckinghamovou. Vzápětí ukončila sportovní kariéru. Pracuje jako nutriční specialistka.

## Výsledky
| Turnaj                  | 1990       | 1991       | 1992       | 1993      | 1994      | 1995       | 1996       | 1997       | 1998       | 1999       |
| Turnaj                  | 18         | 19         | 20         | 21        | 22        | 23         | 24         | 25         | 26         | 27         |
| Turnaj                  | superlehká | superlehká | superlehká | pololehká | pololehká | lehká váha | lehká váha | lehká váha | lehká váha | lehká váha |
| ----------------------- | ---------- | ---------- | ---------- | --------- | --------- | ---------- | ---------- | ---------- | ---------- | ---------- |
| Olympijské hry          |            |            | úč.        |           |           |            | —          |            |            |            |
| Mistrovství světa       |            | 7.         |            | úč.       |           | —          |            | úč.        |            | úč.        |
| Panamerické hry         |            | 3.         |            |           |           | —          |            |            |            | 3.         |
| Panamerické mistrovství | 3.         |            | —          |           | —         |            | —          | 2.         | 5.         | 3.         |